# Susanne Tunn
Susanne Tunn (* 1958 in Detmold) ist eine deutsche Bildhauerin. Sie lebt und arbeitet in Wittmannsdorf in Brandenburg.

## Leben und Wirken
Von 1980 bis 1986 absolvierte sie ein interdisziplinäres Studium an der Universität Bielefeld in Kunst, Soziologie und Erziehungswissenschaften. Im Jahr 1991 erhielt sie ein Atelierstipendium des Landes Niedersachsen, 1995 ein Projektstipendium der Heitland Foundation sowie ein Arbeitsstipendium des Landes Niedersachsen. Seit 1992 ist sie als Professorin an der Internationalen Sommerakademie für Bildende Kunst Salzburg tätig.
Von 1991 bis 2014 hatte sie ihr Atelier im Bahnhofsgebäude von Alfhausen.
Susanne Tunns bevorzugtes Material ist Stein aus Steinbrüchen oder anderen Formationen bzw. Fundstücken, wie z. B. Straßensteine, Architekturfragmente, aber auch Stein in Form von Staub. Doch hat sie schon früh auch mit anderen Materialien gearbeitet, etwa mit Holz (Im Inneren des Baumes, 1988; Kapelle im Klinikum Minden, 2004–2008), Beton (Peace and Noise, 1998, Loh, 2000 oder bei der Arbeit Sonic für Sonsbeek 9), Paraffin und Wolle, Kohlebrikett (Atem / Meta, 2004), Pflanzen (Kiemen, 1998, Tisch des Berges, 1999) oder mit dem Metall Zinn (A.D., 28 m² Zinn; Arbeit zu Colossal, 2009–2011). Ferner gibt es skulpturale Untersuchungen auch mittels anderer Medien (Video- und Filmarbeiten, Fotografie und Zeichnungen).
Ein Hauptmerkmal ihrer Arbeiten ist die Beachtung der Zusammenhänge, in denen das jeweilige Material steht, und seine Geschichtlichkeit. Dabei verändert sich der künstlerische Prozess im Laufe der Zeit. Frühe Arbeiten zeigen einen einschneidenderen Umgang mit dem Objekt. So spaltet sie Stein und fügt ihn wieder zusammen, so dass unsichtbare Innenräume entstehen (ähnlich arbeitet sie mit Holz bei der Arbeit Im Inneren des Baumes). Zunehmend entwickelt sie ein behutsameres Vorgehen. Sie entdeckt, dass der Stein, der bearbeitet werden soll, bereits eine Form, ein System, eine innere Logik besitzt. Es geht um das fragile Verhältnis zwischen der Form, die die Künstlerin schafft und der Form, die der Stein aufweist. Dieser dialektische Zusammenhang wird besonders deutlich in der Skulptur Rotation, die zugleich in sich ruhende Form und durch umkreisende Arbeit am Stein entstandene Drehung ist.
Ein von Anfang an wesentlicher Aspekt ist die Situationsbezogenheit ihres Arbeitens. Der Ort, an dem und für den die Arbeit gefertigt wird, ist wichtig. Bedeutsam ist dabei die Art des jeweiligen Steins (etwa Salzburger Konglomerat, Granit oder Muschelkalk), also die Geologie. Die Ortsbezogenheit bedingt, dass nicht so sehr die Innenräume von Atelier oder Ausstellung die eigentlichen Orte für die Skulpturen und die Arbeit an ihnen sind, sondern eher Außenräume. Die Arbeiten Susanne Tunns sind präzise platziert, bisweilen auch an entlegenen, für Betrachter kaum zugänglichen Orten (z. B. Tisch des Meeres). Sie sind dem Einfluss der Natur ausgesetzt und somit keine ewigen Objekte. Sie sind vor dem künstlerischen Prozess entstanden, werden durch die Kunst verändert und vergehen zum Teil auch wieder. Letztlich wird damit der Skulpturbegriff befragt und kontextualisiert: Skulpturen sind vollendete und unvollendete Objekte zugleich, sie sind einem großen Zusammenhang von Werden und Vergehen ausgeliefert, den die Künstlerin durch eine begrenzte, formende Intervention verändert.
Indem die meist großformatigen Objekte oft elementare und alltägliche, dabei veränderte, präzisierte Formen wie Tisch, Tafel oder Betten zeigen, werden auch soziale und historische Kontexte aufgerufen, die Susanne Tunn gelegentlich auch in anderen Medien wie Foto-, Video- oder Filmarbeiten weiter erforscht. Somit wird der Skulpturbegriff auch auf gesellschaftlich-geschichtliche Zusammenhänge hin geöffnet (so in der Arbeit Atem, einer Installation auf dem Dach der Villa Schlikker in Osnabrück, einem ehemals von den Nationalsozialisten genutzten Bau oder in der Installation 166 Betten – Peace and Noise).
Einige grundlegende, verstehende Perspektiven auf die Arbeiten lassen sich aus Minimalismus, Konzeptkunst und arte povera gewinnen. Doch die künstlerische Arbeit Susanne Tunns entspringt letztlich einem fortwährenden Impuls zur Entwicklung der Eigensinnigkeit künstlerischer Äußerungen. Ihre Veröffentlichungen über eigene Werke sind außerordentlich sorgfältig gestaltet und lassen sich als literarische Erweiterungen der skulpturalen Arbeit verstehen.

## Auszeichnungen
1998 erhielt sie den Kunstpreis zum 350-jährigen Westfälischen Frieden.

## Projekte/Skulpturen und permanente Installationen
- 1988–1989: Im Inneren des Baumes. Minden bis Mandö. Deutschland bis Dänemark
- 1988: Situation einer Gruppe, Herford
- 1989: Beginn des Projektes „5 Tische“. Tisch des Denkens, Minden
- 1990: Warte Stein, Herford
- 1992: Tisch der Wüste, Sierra de los Filabres, Spanien
- 1995: Tisch des Meeres, Skagerrak, Schweden
- 1996: Pol-Stein, skulpturale Setzung im Außenbereich des Energie-Forum-Innovation von Frank Gehry, Bad Oeynhausen
- 1997: Primärsteine, historischer Obstbaumgarten der Landes-Landwirtschaftsschule, Schloss Kleßheim, Salzburg
- 1998: Kiemen, skulpturale Erweiterung des Aussenraumes, Energie-Forum-Innovation von Frank O. Gehry, Bad Oeynhausen
- Puls, Stadt-Art, Kunst in 56 homöopathischen Dosen, Kultursekretariat NRW Gütersloh, Grevenbroich
- 166 Betten – Peace and Noise, Raum- und Klanginstallation. Realisierung zum Kunstpreis anlässlich des 350-jährigen Westfälischen Friedens, Hagen a.T.W.
- 1999: Tisch des Berges, Alvier, Schweiz
- 2000: Loh, Skulptur für 3 Räume – 3 Flüsse, Hannoversch Münden
- 2001: Sonic, Skulptur für Sonsbeek 9, Lokus – Fokus, Künstlerische Leitung: Jan Hoet, Arnheim, Niederlande
- 2001: Sammlung MARTa, MARTa Herford, „Uppgift“ 1995
- 2004: Atem – Meta. Felix-Nussbaum-Haus/Kulturgeschichtliches Museum, Installation auf dem Dach der Villa Schlikker und in der Galerie Anette Röhr, Osnabrück
- 2005: Tisch für zwei Paare und einen Hund, Freck/Avrig, Rumänien
- 2004–2008: Skulpturaler Bau der Kapelle im Johannes Wesling Klinikum Minden
- 2011: Rotation, Stalaker Steinbruch, Norwegen

## Einzelausstellungen
- 1994: ...ein paar besonnte Steine, Siegerlandmuseum, Siegen
- 1996: Tisch des Meeres, Galerie pro arte, Hallein
- 1999: Das Kongo Syndrom, Galerie im Traklhaus, Salzburg
- 2003: Das Kabinett einer Sammlerin, Installation in der Kunst- und Wunderkammer, Salzburger Dom, Salzburg
- 2006: Perlen aus Stein, Lechner Museum, Ingolstadt
- 2006: Galerie Röhr und Ripken, Berlin (zusammen mit Nan Hoover), 30. September 2006 – 2. Dezember 2006
- 2009: desto, Kunstraum pro arte, Hallein
- 2022: Kraft der Stille, Lechner Museum, Ingolstadt

## Ausstellungsbeteiligungen
- 2000: Ihr wart ins Wasser eingeschrieben. Ausstellung zum Projekt 3 Räume – 3 Flüsse. Packhof Hannoversch Münden
- 2001: Present. Museum für aktuelle Kunst, Arnheim, Niederlande
- 2002: Aquaria. Über die außergewöhnliche Beziehung von Wasser und Mensch. Landesgalerie am Oberösterreichischen Landesmuseum Linz und Kunstsammlungen Chemnitz
- Interplay. The Hafnarfjördur Institute of Culture and Fine Art, Hafnarborg, Island
- 2005: (my private) Heroes. Museum MARTa Herford
- 2007: Skulpturenlandschaft Osnabrück (Silberwald, zus. mit David Svoboda)
- 2007: Marta schweigt. Museum MARTa Herford
- 2009–2011: Colossal – Kunst Fakt Fiktion. Ausstellung im öffentlichen Raum aus Anlass von 2000 Jahren Varusschlacht (Skulpturen The Key und A.D.)
- 2009: Place of Memory – Place of Vision. Museo di Roma in Trastevere und Galleria Ugo Ferranti, Rom
- 2015: „konkretmehrraum“. Kunsthalle Dominikanerkirche Osnabrück (Schwimmendes Raster)

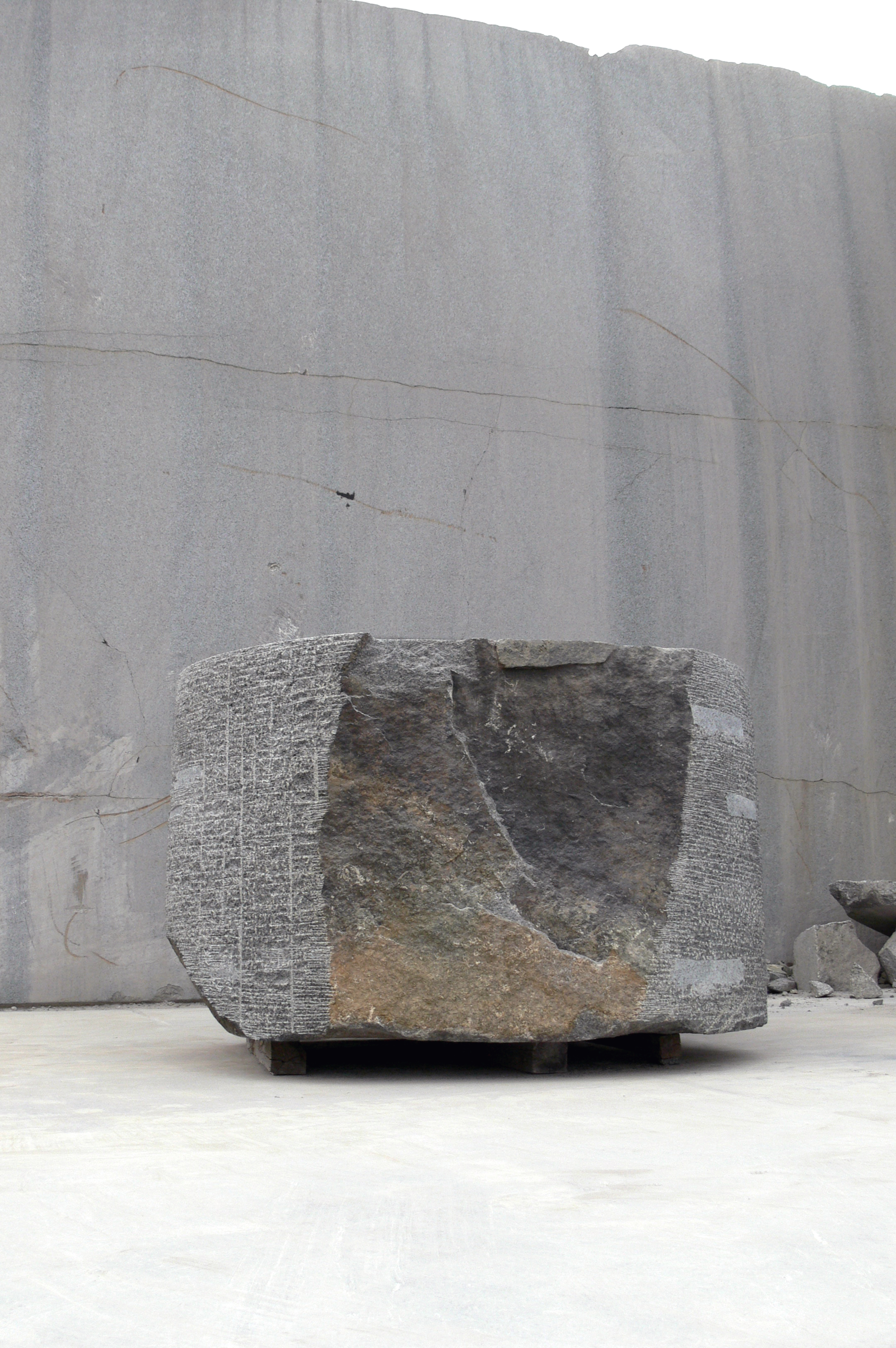
Rotation, 2012
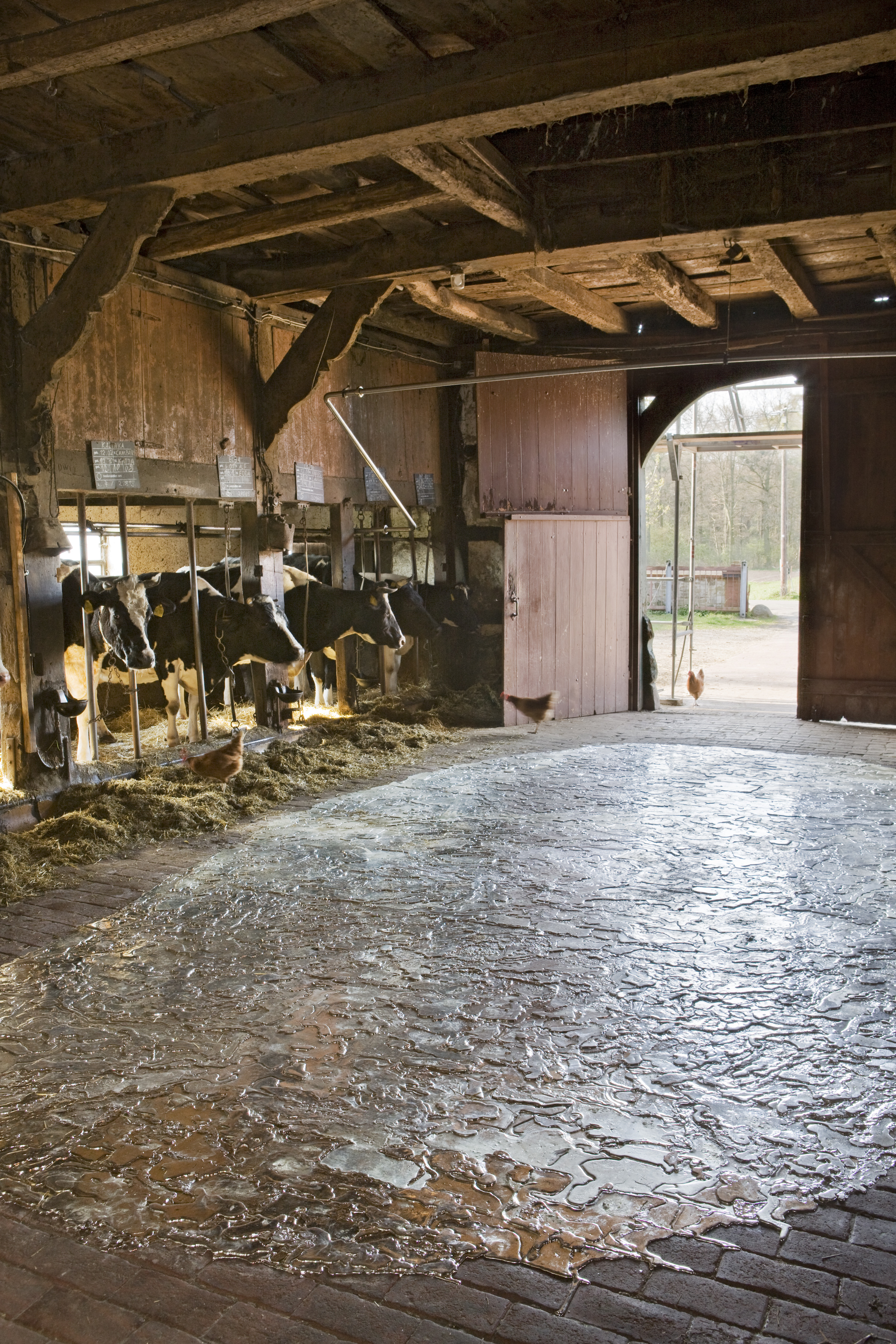
A.D., Zinnschüttung, 2009–2011
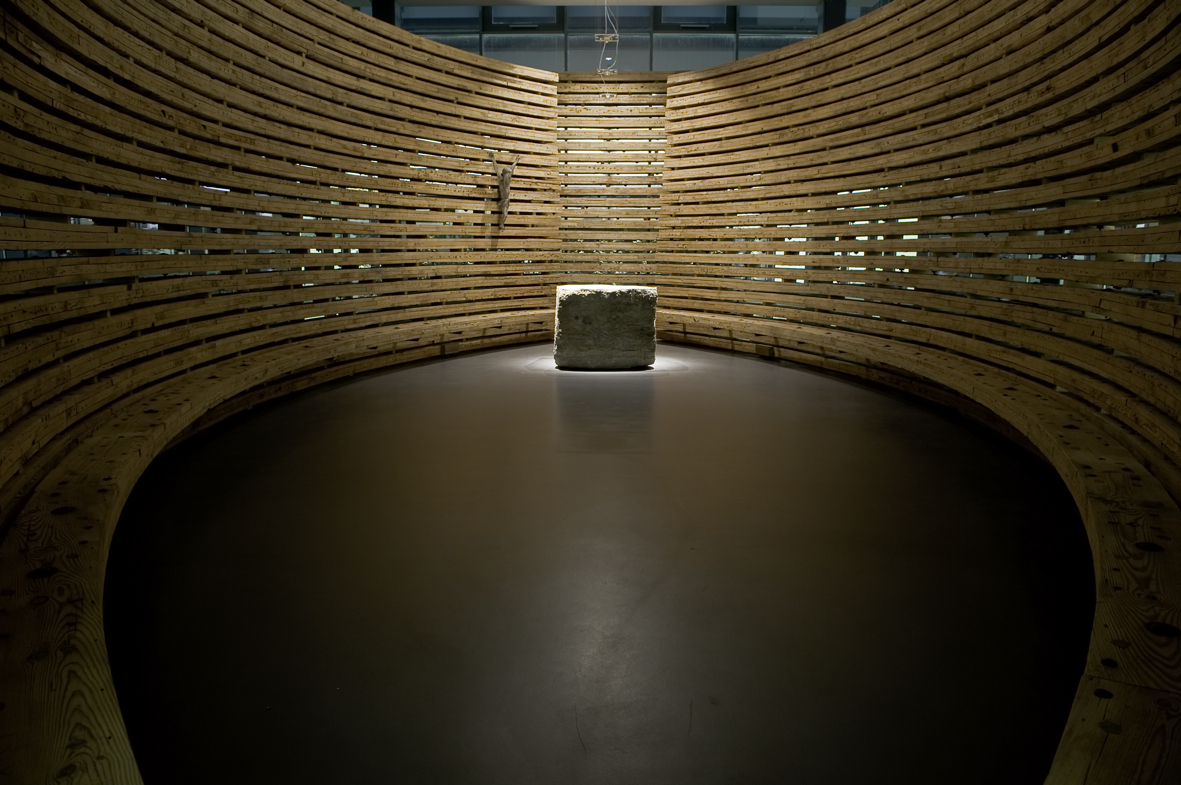
Kapelle Klinikum Minden, Innenraum, 2008
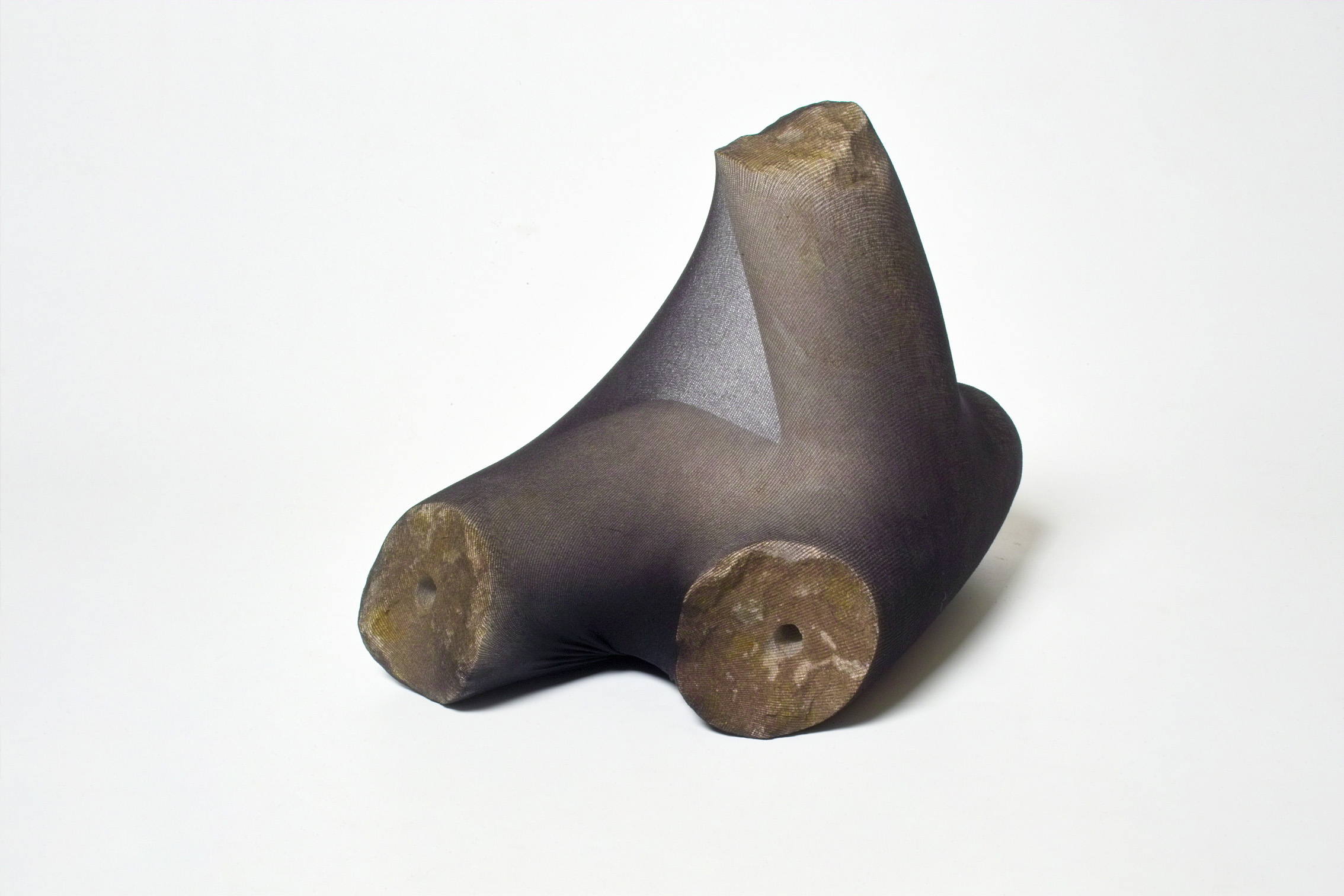
Nachtschatten, 2007
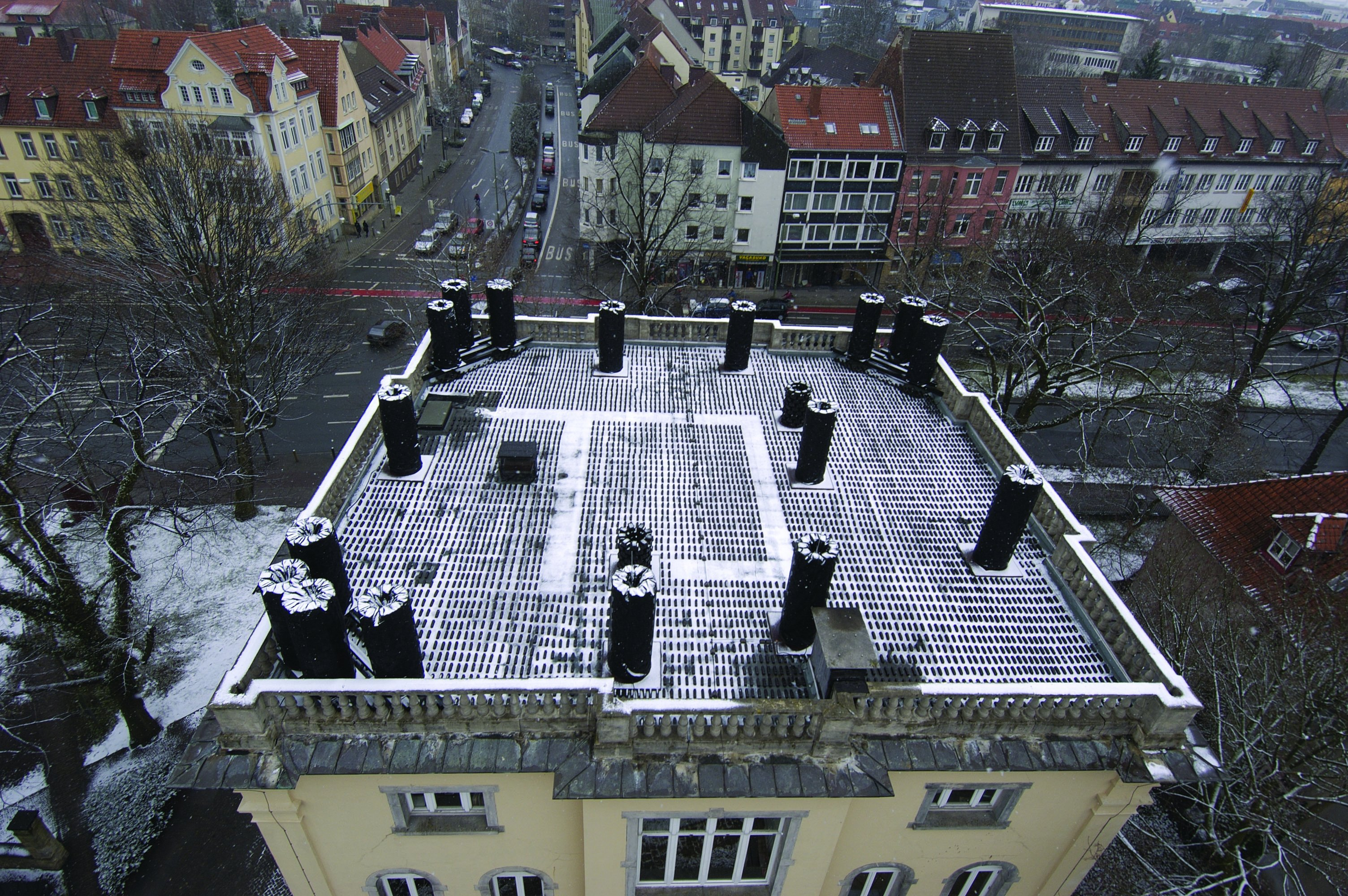
atem meta, Braunkohlebriketts, 2004, Installation auf dem Dach der Villa Schlikker
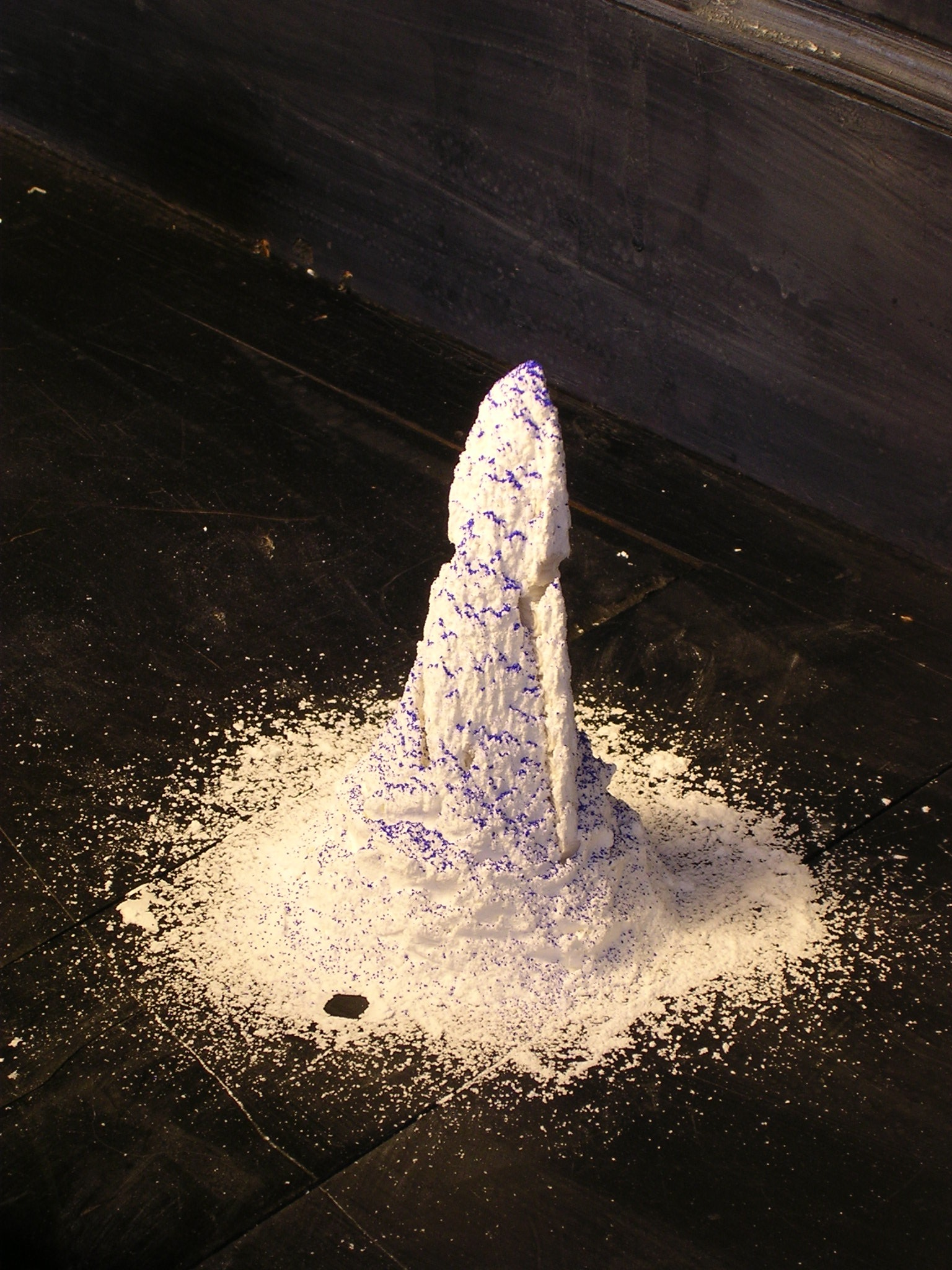
Das Kabinett einer Sammlerin, 2003
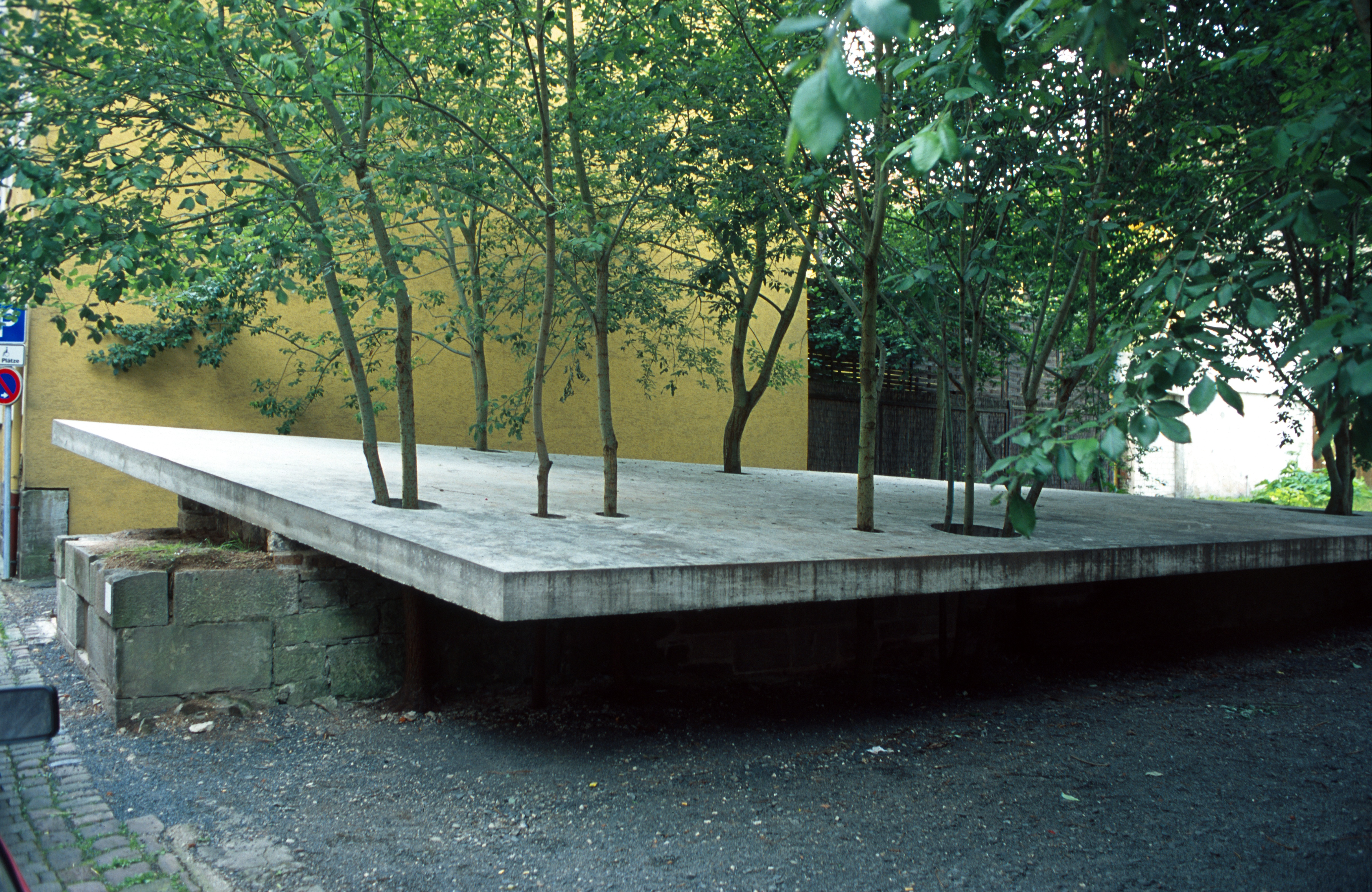
Loh, Skulptur, 2000, Hann. Münden
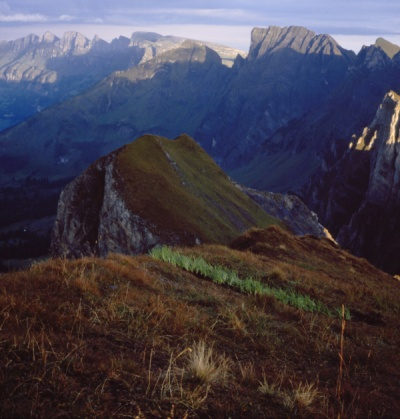
Tisch des Berges, 1999
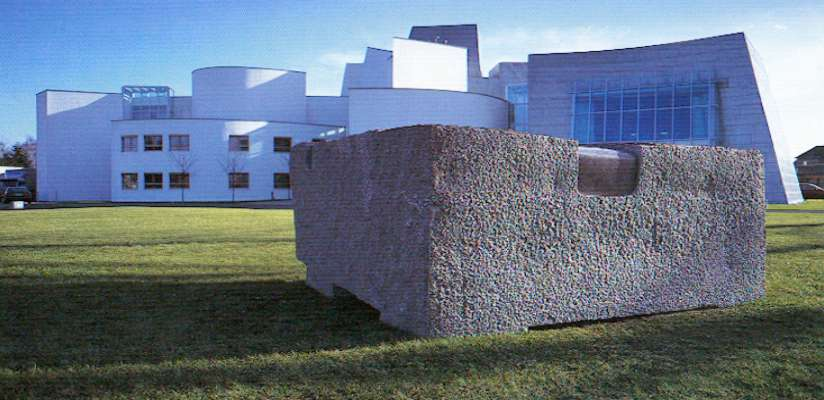
Pol-Stein, 1996
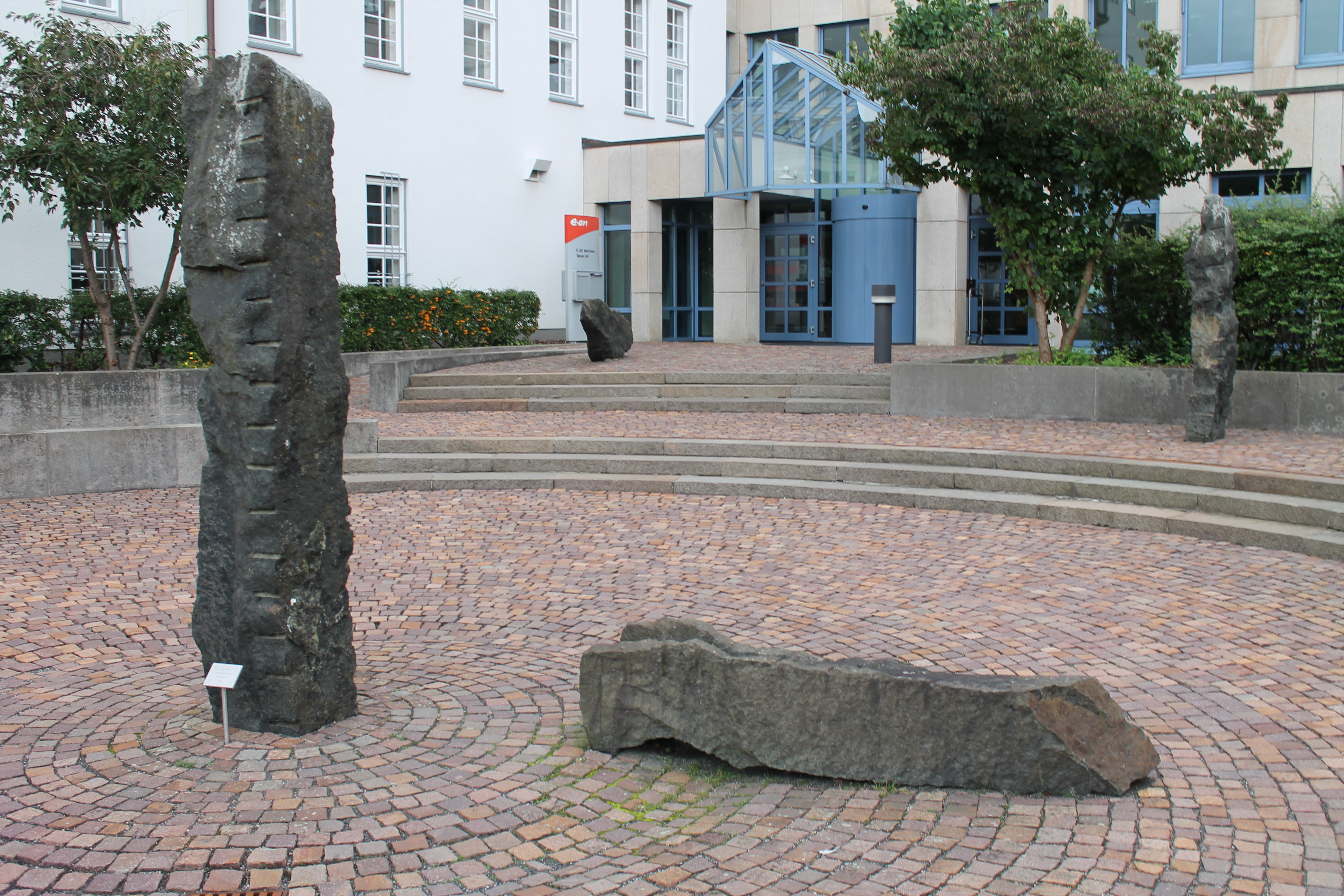
Situation einer Gruppe, 1988
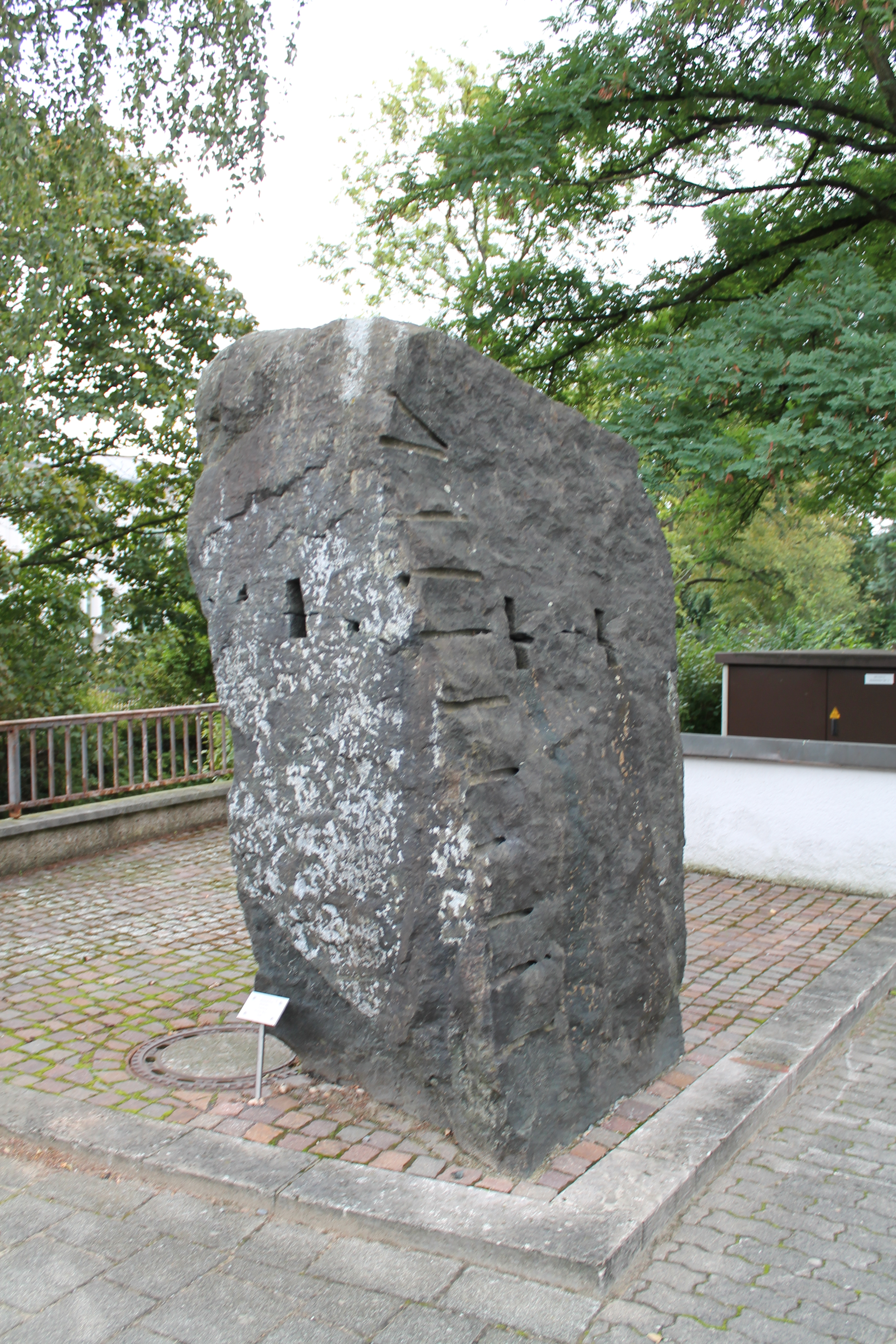
Warte Stein (Stein), 1990
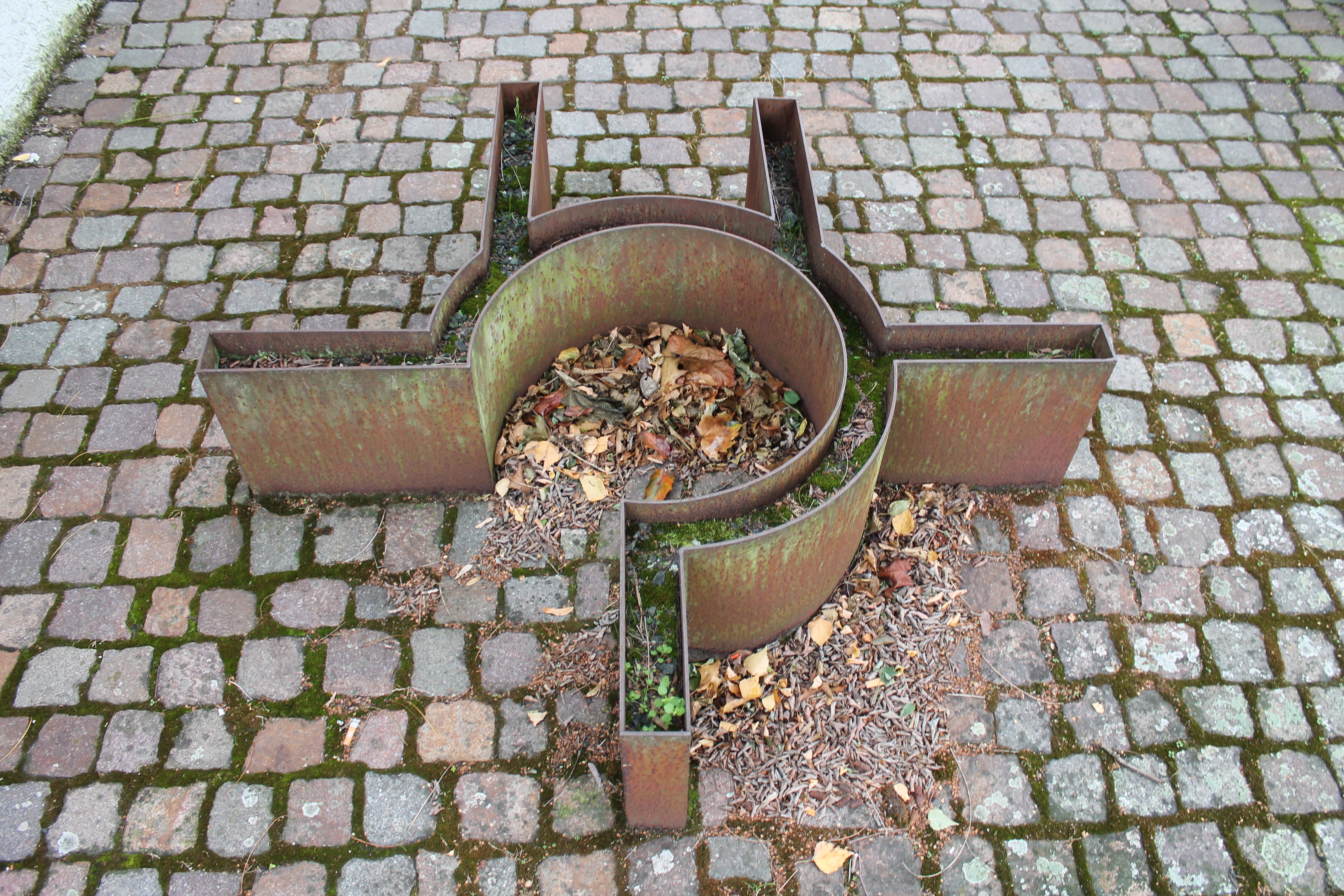
Warte Stein (Stahl), 1990

## Veröffentlichungen
- Im Inneren des Baumes, 1990, deutsch/englisch, Texte u. a. von Ursula Blanchebarbe und Volker Rodekamp, ausgezeichnet von der Stiftung Buchkunst
- Tisch des Denkens, 1991, Text von Ursula Blanchebarbe
- Tisch der Wüste, 1992, deutsch/spanisch, Text von Barbara Wally
- Tisch des Meeres, 1996, deutsch/englisch, Texte von Dorothee von Windheim und Susanne Tunn
- 166 Betten – Peace and Noise, 1998, deutsch/englisch, Texte u. a. von Jan Hoet, Nancy Spero, Leon Golub und Susanne Tunn
- Das Kongo-Syndrom, 1999, deutsch/englisch, mit einem Gespräch zwischen Barbara Wally und Susanne Tunn
- Tisch des Berges, 2001, deutsch/englisch, Gedicht und Text von Ilma Rakusa und Susanne Tunn
- Atem – Meta, 2004, deutsch/englisch, mit einem Text von Philippe van Cauteren und Fotografien von Christian Grovermann, Osnabrück
- Tisch für zwei Paare und einen Hund, 2005, deutsch/englisch/rumänisch, mit einem Text von Liviana Dan
- Kapelle (Chapel) 2004–2008, Kirchberg (Österreich) 2008, 27 Farbabbildungen, Fotos von Peter Hübbe, Texte von Jan Hoet und Jörg Mertin
- Kraft der Stille, 2023, Dortmund, Herausgeber: Alf Lechner Stiftung, Obereichstätt, mit zahlreichen Fotos sowie Texten von Dorothée Bauerle-Willert, Jörg Mertin und Stefan Lüddemann (Katalog zur Ausstellung im Alf Lechner Museum 2022–2023)